# Calliostoma kanakorum
Calliostoma kanakorum is een slakkensoort uit de familie van de Calliostomatidae. De wetenschappelijke naam van de soort is voor het eerst geldig gepubliceerd in 2001 door Marshall.